# علوق
عَلُوق (الاسم العلمي: Desmodus)، جنس خفافيش من فصيلة ورقيات الأنف، هي خفافيش لاحمة وماصة لدم. مواطنها المكسيك والبرازيل والتشيلي. تألف الأشجار الحرجية وأوقاب الصخور.